# (2630) Hermod
(2630) Hermod (1978 PP3; 1951 UJ; 1958 BF; 1973 UA1; 1975 BF1; 1976 JH3) ist ein ungefähr 25 Kilometer großer Asteroid des äußeren Hauptgürtels, der am 14. Oktober 1980 am Observatoire de Haute-Provence in Saint-Michel-l’Observatoire im Kanton Reillanne im Arrondissement Forcalquier im Département Alpes-de-Haute-Provence in der Region Provence-Alpes-Côte d’Azur in Frankreich (IAU-Code 511) entdeckt wurde.

## Benennung
(2630) Hermod wurde nach Hermodr, einer Gottheit der Nordischen Mythologie, benannt. Hermodr war der Sohn Odins und Friggs, nach denen die Asteroiden (3989) Odin und (77) Frigga benannt sind. Er betrat das Land der Toten, das von der Göttin Hel (Asteroid: (949) Hel) bewacht wurde, um seinen Bruder Balder (Asteroid: (4059) Balder) zu retten. Die Benennung wurde vom US-amerikanischen Astronomen Frederick Pilcher vorgeschlagen.